# Byrsonima cowanii
Byrsonima cowanii är en tvåhjärtbladig växtart som beskrevs av W.R. Anderson. Byrsonima cowanii ingår i släktet Byrsonima och familjen Malpighiaceae. Inga underarter finns listade i Catalogue of Life.